# Yasuyuki Kuwahara
Yasuyuki Kuwahara (桑原 楽之, Kuwahara Yasuyuki, Hiroshima, 22 december 1942 – Hiroshima, 1 maart 2017) was een Japans voetballer die als aanvaller speelde.

## Clubcarrière
In 1961 ging Kuwahara naar de Chuo University, waar hij in het schoolteam voetbalde. Kuwahara veroverde er in 1962 de Beker van de keizer. Nadat hij in 1965 afstudeerde, ging Kuwahara spelen voor Toyo Industries. Met deze club werd hij in 1965, 1966, 1967, 1968 en 1970 kampioen van Japan. Kuwahara veroverde er in 1965, 1967 en 1969 de Beker van de keizer. In 8 jaar speelde hij er 94 competitiewedstrijden en scoorde 53 goals. Kuwahara beëindigde zijn spelersloopbaan in 1972.

## Japans voetbalelftal
Yasuyuki Kuwahara debuteerde in 1966 in het Japans nationaal elftal en speelde 12 interlands, waarin hij 5 keer scoorde.

## Statistieken
| Japans voetbalelftal | Japans voetbalelftal | Japans voetbalelftal |
| Jaar                 | Wed.                 | Dlp.                 |
| -------------------- | -------------------- | -------------------- |
| 1966                 | 4                    | 2                    |
| 1967                 | 1                    | 1                    |
| 1968                 | 2                    | 1                    |
| 1969                 | 4                    | 1                    |
| 1970                 | 1                    | 0                    |
| Totaal               | 12                   | 5                    |